# Matematik A
Svenska gymnasiala matematikkurser
- Matematik A ≈ Matematik 1
- Matematik B ≈ Matematik 2
- Matematik C ≈ Matematik 3
- Matematik D ≈ Matematik 3c
- Matematik E ≈ Matematik 4
- Matematik – diskret
- Matematik – breddning
- Matematik – specialisering

Matematik A var en gymnasiekurs fram till Gy 2011 infördes som ny läroplan för gymnasieskolan. Kursen räknades som ett kärnämne och var därmed ett obligatoriskt ämne för alla elever i den svenska gymnasieskolans första skolår. Kursen omfattar 100 poäng och läses under en termin av naturvetare och tekniker och under ett läsår av övriga (ibland även över en längre tid på vissa skolor).
Kursen består delvis av repetition av grundskolans matematik. Delar av det som tidigare ingick i grundskolans särskilda kurs har dock numera överflyttats till Matematik A och B på gymnasiet, vilket gör att äldre personer lätt kan få intrycket att kursen domineras av repetition. Nya inslag i Matematik A är att lösa ut variabler i algebraiska uttryck, bråkräkning med godtyckliga nämnare, metoder för överslagsräkning samt grundläggande trigonometri. Det trigonometriska inslaget ignoreras dock ofta på yrkesförberedande program.
Eftersom elever på alla program läser samma kurs leder det till stor spridning i resultaten på de nationella proven. På det nationella provet vårterminen år 2005 fick exempelvis 83 % av eleverna på det Naturvetenskapliga programmet VG eller MVG, medan 2 % fick IG. På Hotell- och restaurangprogrammet fick 6 % VG eller MVG, medan 54 % fick IG.. 
Efter att Gy 2011 infördes som ny läroplan läsåret 2011/2012 ersattes matematik A med de tre kurserna matematik 1a, matematik 1b och matematik 1c. Där 1a är enklast och 1c mest avancerad.

## Kursinnehåll
- Reella tal i olika former.
- Numerisk räkning med och utan tekniska hjälpmedel.
- Geometriska begrepp.
- Grundläggande geometri.
- Tolka, granska och åskådliggöra statistiska data.
- Kunna tolka och använda vanligt förekommande lägesmått (till exempel medelvärde, median, typvärde).
- Algebraiska uttryck, formler och funktioner.
- Linjära ekvationer.
- Enkla potensekvationer och exponentialfunktioner.
- Använda dator och grafritande räknare för att utföra beräkningar och åskådliggöra grafer[särskiljning behövs] och diagram.
- Hur matematiken påverkar vår kultur när det gäller till exempel arkitektur, formgivning, musik eller konst samt hur matematikens modeller kan beskriva förlopp och former i naturen.[2]

## Betygsfördelning per program
Betygsfördelning per program på kursprovet i Matematik A, vårterminen 2005: 
| Program                     | IG% | G% | VG% | MVG% | Antal |
| --------------------------- | --- | -- | --- | ---- | ----- |
| Barn- och fritid            | 58  | 32 | 8   | 2    | 385   |
| Bygg                        | 33  | 53 | 12  | 3    | 325   |
| El                          | 26  | 53 | 18  | 2    | 325   |
| Estetiska                   | 32  | 41 | 21  | 7    | 1120  |
| Fordon                      | 52  | 39 | 9   | 1    | 373   |
| Handels- och administration | 42  | 46 | 11  | 1    | 480   |
| Hotell- och restaurang      | 54  | 40 | 5   | 1    | 413   |
| Hantverk                    | 33  | 47 | 19  | 1    | 116   |
| Medie                       | 28  | 47 | 20  | 4    | 596   |
| Naturbruk                   | 26  | 36 | 25  | 13   | 202   |
| Naturvetenskap              | 2   | 15 | 43  | 40   | 1336  |
| Omvårdnad                   | 51  | 38 | 8   | 3    | 113   |
| Samhällsvetenskap           | 17  | 42 | 34  | 8    | 3873  |
| Teknik                      | 7   | 32 | 44  | 16   | 620   |
| SM + IV + IB                | 26  | 39 | 27  | 8    | 1420  |